# Masturbatie

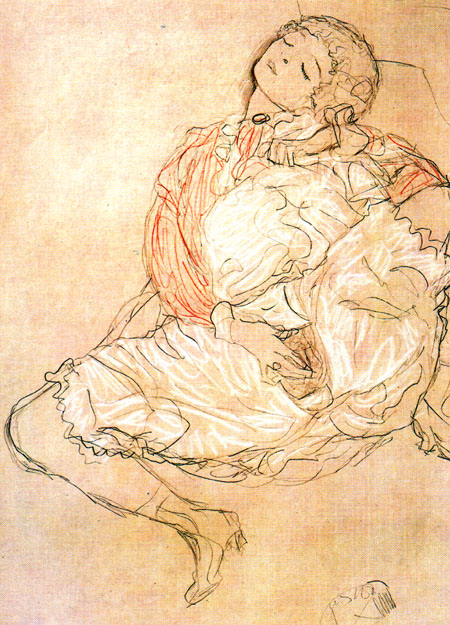
Masturberende vrouw getekend door Gustav Klimt

Masturbatie, zelfbevrediging, soloseks of onanie is het stimuleren van de eigen geslachtsdelen om seksuele opwinding te bereiken, meestal tot er een of meer orgasmen op volgen. Het komt voor bij mensen, zoogdieren en reptielen. Wanneer het met de hand wordt gedaan spreekt men bij het mannelijk geslacht van zichzelf aftrekken, bij het vrouwelijk geslacht van vingeren. Masturbatie kan in plaats van met de hand ook met een hulpmiddel worden uitgevoerd. De seksuele opwinding kan extra gestimuleerd worden met pornografie en/of seksuele fantasieën.

## Mensen
In Nederland masturbeert gemiddeld 40% van de mannen en 14% van de vrouwen minstens een keer per week. 16% van de mannen en 33% van de vrouwen geeft aan nooit te masturberen. Volgens Brits wetenschappelijk onderzoek uit 2007 masturbeert circa 75% van de (Britse) mannen tussen 16 en 44 jaar, ook binnen een relatie. Voor (Britse) vrouwen ligt het percentage half zo hoog. Masturbatie komt niet alleen voor bij geslachtsrijpe personen. Ook kinderen stimuleren zichzelf seksueel. Kinderen ontdekken dat masturbatie een plezierig gevoel geeft.

### Functie
Masturbatie heeft een functie. Via masturbatie leren kinderen en jongeren hun eigen lichaam en seksualiteit kennen. Deze fase kan al beginnen rond het vijfde levensjaar. Zo leren jongeren door masturbatie wat ze wel en niet prettig vinden. Zelfbevrediging geeft ontspanning, vermindert stress en helpt bij het inslapen. Zelfbevrediging kan ook functioneren als uitlaatklep voor spanningen die op zich dus niets met seksualiteit te maken hebben. Door de endorfine die tijdens een orgasme vrijkomen geeft het namelijk ontspanning. Het heeft ook een functie als methode om te ontladen van seksuele spanningen.

### Schuldgevoel
Volgens Rita Kohnstamm kunnen jongeren zich na masturbatie schuldig of neerslachtig voelen.

### Hulpmiddelen
Er is een breed skala aan hulpmiddelen uitgedacht voor het masturberen, variërend van glijmiddelen tot vibrerende dildo's en namaakvagina's. De experimenten met hulpmiddelen nemen soms gevaarlijke vormen aan. Uit de medische literatuur zijn ongelukken bekend door het invoeren van voorwerpen in het rectum of de urinebuis als ook met bijvoorbeeld stofzuigers. Men neemt aan dat deze beschreven gevallen vanwege taboes rondom seksualiteit slechts een klein deel van de werkelijkheid afbeelden.
Op het internet lijkt de populariteit van "recreatief urethraal sonderen" toe te nemen, vooral onder mannen.

### Foutief gebruik
De term masturbatie wordt soms foutief gebruikt wanneer het met de hand stimuleren van de geslachtsorganen van de partner aangeduid wordt. Dit is per definitie geen zelfbevrediging. Als het wederzijds gebeurt, is elkaar aftrekken of vingeren correcter.

## Masturbatie door meiden en vrouwen
Meiden en vrouwen kunnen masturberen door over en rondom de clitoris te wrijven, de schaamlippen te masseren en de vingers in de vagina te duwen en ze er weer uit te halen. Met de natte vingers kunnen de clitoris en de schaamlippen extra bevochtigd worden wat de strelende, masserende en wrijvende bewegingen vereenvoudigt en veraangenaamt. Voor het bevochtigen van de schaamlippen en clitoris kan ook een glijmiddel of speeksel om de masturbatie te vergemakkelijken. Wanneer een vrouw tijdens haar menstruatie masturbeert kan ook het menstruatiebloed fungeren als een natuurlijk glijmiddel.
Naast het vingeren van de vulva met de eigen vingers gebruiken vrouwen soms ook een vibrator, dildo of ander voorwerp om de clitoris te masseren of in de vagina te brengen. De opwinding kan ook vergroot worden zonder directe aanraking van de hand of vingers, bijvoorbeeld met behulp van een waterstraal of door de vulva tegen een voorwerp aan te wrijven ('humpen' of 'oprijden'). Ter extra stimulatie worden soms andere erogene zones, zoals de borsten en tepels of de anus aangeraakt. Vrouwenbesnijdenis heeft, afhankelijk van de wijze waarop de ingreep wordt uitgevoerd, invloed op de wijze van masturberen.

## Masturbatie door jongens en mannen

Masturbatie door een man

Een bekende techniek voor zelfbevrediging van een man (aftrekken) is het met de hand of enkele vingers op en neer bewegen van de voorhuid over de eikel of rond de schacht van de penis, totdat een orgasme en eventueel een zaadlozing wordt bereikt. Bij onbesneden mannen is de eikel vaak te gevoelig om zonder voorhuid te masturberen. Bij het masturberen kan gebruik gemaakt worden van een glijmiddel (bijvoorbeeld speeksel) om op en neer gaande beweging te vergemakkelijken. Er kunnen seksspeeltjes of voorwerpen voor seksuele prikkels in de anus ingebracht worden, zoals een vibrator of een dildo. Ter extra stimulatie worden soms andere erogene zones zoals de tepels aangeraakt.
Het meest gevoelige deel van de penis is het gebied waar het toompje de voorhuid en de eikel verbindt, en het gebied van het toompje tot aan het scrotum.
Circumcisie (het verwijderen van de voorhuid) zou een effect kunnen hebben op masturbatie, al is dat wetenschappelijk omstreden.

## Masturbatie in vroeger eeuwen

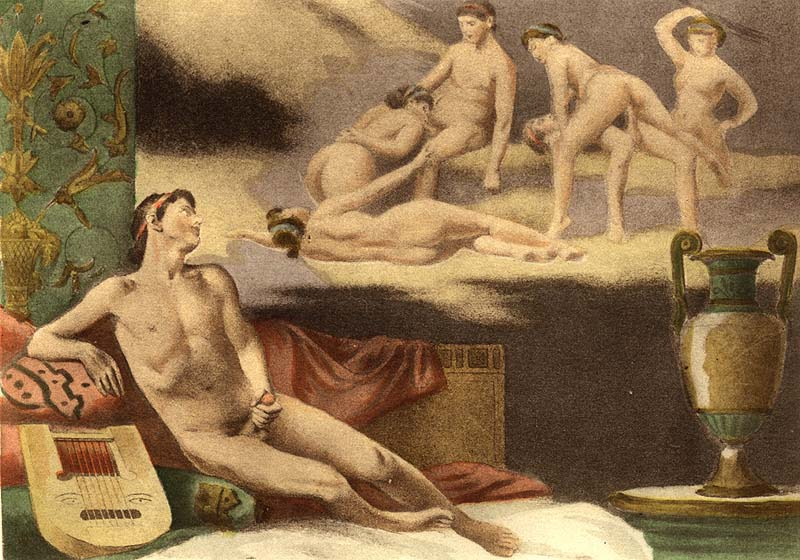
Masturbatie door een man, met seksuele fantasiegedachten. Illustratie van E.-H. Avril in G.K. Forberg: Manuel d'érotologie classique, editie 1906

In de medische wetenschap is in de loop van de laatste eeuw het inzicht ontstaan dat masturbatie geen schadelijke gevolgen heeft. In de antieke literatuur is zelfbevrediging soms voorwerp van milde spot (Plautus). Tot in de Nieuwe tijd had men er niet echt bezwaar tegen, hoewel het ook niet werd aangemoedigd. Volgens sommigen staat ook de Bijbel in principe niet negatief tegenover masturbatie, anderen wijzen op diverse plaatsen in het Nieuwe Testament waar wordt gewaarschuwd voor "onreine gedachten" en "schandelijke" of "kwade beweging". De invloedrijke christelijke theoloog Thomas van Aquino vond dat masturbatie een ernstige zonde was.

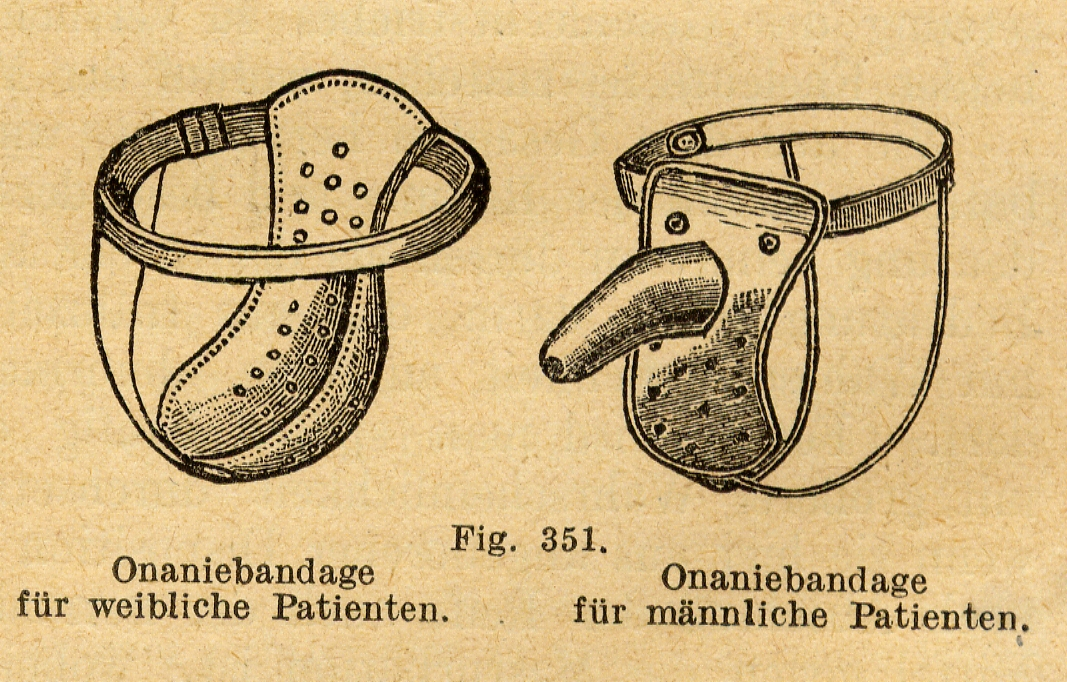
Antimasturbatiegordels

In de 18e eeuw veranderde de nonchalante benadering van het verschijnsel. Er verschenen theologische en medische werken waarin op soms huiveringwekkende manier de verschrikkelijke gevolgen van de 'onanie' geschilderd werden: verzwakking, zenuwstoringen en een vroege dood. Het meest invloedrijke boek is geschreven door de Zwitserse medicus Samuel-Auguste Tissot: L'Onanisme. Dissertation sur les maladies produites par la masturbation (1760). Tissots werk werd in vele talen vertaald en meer dan honderd jaar lang herdrukt. Het boek werd veel nagevolgd, ook door kwakzalvers die niet aarzelden de morele paniek te exploiteren. De Engelsman Samuel La'Mert bijvoorbeeld publiceerde omstreeks 1848 een werk in het Frans, La préservation personnelle. Traité medical sur les maladies des organes de la génération résultant des habitudes cachées, des excès de jeunesse ou de la contagion; avec des observations pratiques sur l'impuissance prématurée (in het Nederlands vertaald als 'De zelfbewaring'), waarin de beschrijving van de noodlottige gevolgen van zelfbevrediging zoals ruggenmergtering, hersenverweking en blindheid werden gevolgd door de aansporing om La 'Merts 'onfeilbare' geneesmiddelen te kopen. Ook dit werkje werd nog tachtig jaar lang herdrukt. Pas in de loop van de twintigste eeuw, onder invloed van de moderne seksuologie, won de overtuiging terrein dat die zwarte schilderingen op niets gebaseerd waren.

## Zoogdieren en reptielen
Masturbatie komt niet alleen bij de mens voor, maar ook bij vele andere zoogdieren, zoals honden, apen (bonobo's), kangoeroes en olifanten, en ook bij reptielen, zoals schildpadden.

## Etymologie
Het woord masturbatie is een ontlening aan het Latijnse masturbari, voor het eerst geattesteerd bij Martialis. Hierbij is mas- afgeleid van een woord dat man betekent, of afgeleid van penis. Het tweede deel van de samenstelling zou van turbare komen, dat opwinding veroorzaken betekent. De herkomst van het eerste deel, man, zou echter ook manibus kunnen zijn. Dit is de datief meervoud van het woord voor hand. In die vorm luidt de vertaling dit woord met de handen. In combinatie met deze laatste herleiding van man zou het tweede deel ook van stuprare kunnen komen, dat onteren of verkrachten betekent.

## Misverstanden over masturbatie in de westerse wereld
Er is geen enkel wetenschappelijk bewijs dat masturberen op de lange termijn schadelijke lichamelijke effecten kan veroorzaken. Modern onderzoek suggereert dat regelmatige masturbatie bij mannen het risico op latere leeftijd op prostaatkanker vermindert.
In het verleden echter zijn er allerhande onheilspellende effecten verbonden met masturbatie.
- In de 18e en 19e eeuw kwam de medische stand met (quasi)wetenschappelijke argumenten tegen masturberen. Waar de Rooms-Katholieke Kerk de 'onanie' als zonde bestempelde, noemde de medische stand de gewoonte ongezond.
- In de jaren negentig van de 19e eeuw verzekerde een dokter dat "onanie" tot "kanker, geelzucht, matheid, koorts, impotentie" en vele andere kwalen leidde, en dat deze "plaag" meer slachtoffers maakte dan alle oorlogen bij elkaar. Hij beweerde daarnaast dat hij masturbanten met één oogopslag kon herkennen aan hun "futloosheid, en bleke gelaat".[19]
- De vagina van meisjes zou vervormd of uitgerekt kunnen raken en door inscheuren van het maagdenvlies zouden ze zonder geslachtsgemeenschap zichzelf van hun 'kostbaarste bezit' (maagdelijkheid) kunnen beroven.[19] Vrouwelijke vagina's komen echter in veel vormen en maten voor en masturbatie heeft hier weinig of geen invloed op. Bovendien kunnen ook andere activiteiten het maagdenvlies doen inscheuren.
- Sperma zou het "elixir des levens" zijn, waarvan men niet te veel kan verspillen.[bron?]
- Ook 'geestelijke onanie' (seksueel opgewonden raken door aan seks te denken) werd afgekeurd omdat het beschouwd werd als het voorportaal tot de daadwerkelijke onanie.[bron?]
- De 19e-eeuwse arts M. Platen schreef over zelfbevlekking: "Dit misbruik van de eigen organen heeft de noodlottigste gevolgen voor lichaam en geest, veel noodlottiger, dan zij zich na geslachtelijke uitspattingen op natuurlijke wijze openbaren. Want bij de zelfbevlekking is de opwinding van lichaam en geest veel heviger, dan bij de natuurlijke geslachtshandeling, daar de verbeelding op zijn hevigst geprikkeld wordt, om zich het voorwerp der zinnelijkheid voor den geest te halen. De opwinding duurt veel langer, daarom is de daarop volgende uitputting des te groter. Hoe onvolkomener de geslachtelijke ontwikkeling, hoe jeugdiger het lichaam is, des te storender en aangrijpender werkt het misbruiken der geslachtsorganen op de gezamenlijke organen en hunne gewichtigste levensverrichtingen."[20] Door aan masturbatie gewend te raken, zou men de neus ophalen voor gewone geslachtsgemeenschap.
- Allerlei manieren om masturbatie zogenaamd te "genezen" werden ontwikkeld, waaronder lichamelijke beperkingen, elektrische schokken en behandeling van de geslachtsorganen met kruidenaftreksels of zelfs brandnetels. Een andere veelgebruikte methode was besnijdenis: verwijdering van de voorhuid bij jongens en de clitoris bij meisjes.[21] Ook moesten kinderen soms antimasturbatiegordels zoals op het plaatje afgebeeld dragen 's nachts, zodat men belet werd met de handen de geslachtsorganen aan te raken. Varianten waren uitgerust met punten die de penis in erectie konden verwonden of een elektrisch alarm dat de ouders waarschuwde (hierbij eraan voorbijgaand dat mannen en jongens in hun slaap, maar ook overdag, regelmatig een spontane erectie krijgen).

## Christendom
Binnen het christendom wordt verschillend over 'masturbatie' gedacht. Tiemen Westerduin en Ilonka Terlouw schrijven 'Seks is bedoeld als een intieme belevenis van twee personen. Niet dat zelfbevrediging daarom verkeerd zou zijn, máár het is ook niet de vorm van seks die God voor ogen stond. (...) Er ontbreekt iets essentieels aan: een partner om er samen van te genieten'. De gereformeerde ethicus Jochem Douma schreef over zelfbevrediging 'Maar terwijl we er niet dramatisch over moeten doen, is het evenmin juist het verschijnsel heel gewoon te vinden. Want gewoon is het niet, voor wie weet wat een rein en heilig leven is.
Tegen masturbatie worden de volgende argumenten tegen genoemd:
- De Schepper heeft seks geschapen als bedoeling voor een gehuwd echtpaar om op een lichamelijke manier hun liefde voor elkaar uit te drukken. Seksualiteit hoort alleen binnen het huwelijk genoten te worden.
- Jezus zegt 'Als iemand achter Mij wil komen, moet hij zichzelf verloochenen, zijn kruis dagelijks opnemen en Mij volgen' (Lukas 9:23). Zelfbevrediging is echter een volledig zelfzuchtige daad. Zelfzuchtigheid is totaal vreemd aan het Koninkrijk van God.
- Paulus schrijft in 1 Korinthe 6:19: 'Of weet u niet, dat uw lichaam een tempel is van de Heilige Geest, Die in u is en Die u van God hebt ontvangen, en dat u niet van uzelf bent?' Zelfbevrediging komt (vaak) voort uit begeerte en fantasie. Er is vaak sprake van verkeerde gedachten, beelden en fantasieën. Christenen mogen zichzelf hier dan ook niet mee verontreinigen.
- Zelfbevrediging is een open deur voor allerlei andere zonden. Wie de weg van zelfbevrediging inslaat, raakt maar al te snel de controle kwijt.

### Rooms-Katholieke Kerk
De Rooms-Katholieke Kerk veroordeelt masturbatie als een 'zonde des vlezes', een van de 'zonden tegen de kuisheid'. De beleving van seksualiteit mag van de Kerk alleen plaatsvinden binnen een huwelijk met als doel het verwekken van kinderen. De catechismus van de Rooms-Katholieke Kerk stelt 'dat masturbatie een intrinsiek en ernstig ongeordende handeling' is, omdat volgens de Kerk 'het opzettelijk gebruik van de geslachtelijke vermogens - buiten de gewone huwelijksrelaties om - in strijd is met de finaliteit ervan'. Bij zelfbevrediging wordt genot nagestreefd buiten 'de seksuele relatie, die door de morele orde vereist wordt; dit wil zeggen buiten een relatie die de volle betekenis van de wederzijdse gave en van de menselijke voortplanting realiseert in de context van een ware liefde'.
Om te komen tot een rechtvaardig oordeel over de morele verantwoordelijkheid van de betrokkenen en om de pastorale zorg te oriënteren moet men volgens de Rooms-Katholieke Kerk rekening houden met 'de affectieve onvolwassenheid, de macht van gewoontes, de toestand van angst of andere psychische of sociale factoren die de morele schuld kunnen verminderen, of zelfs tot een minimum terugbrengen'.

## Afbeeldingen

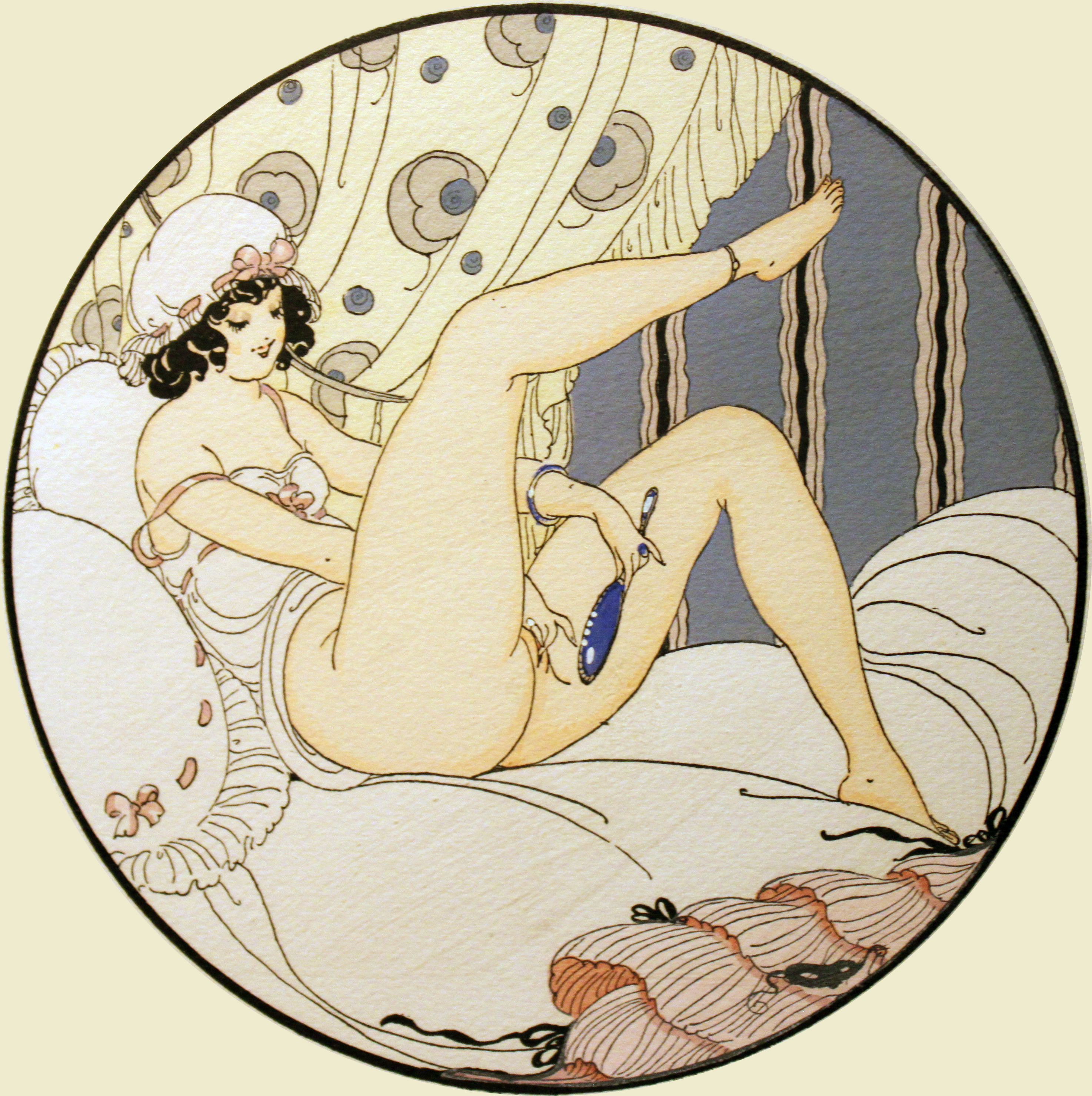
Tekening van Gerda Wegener (1925)
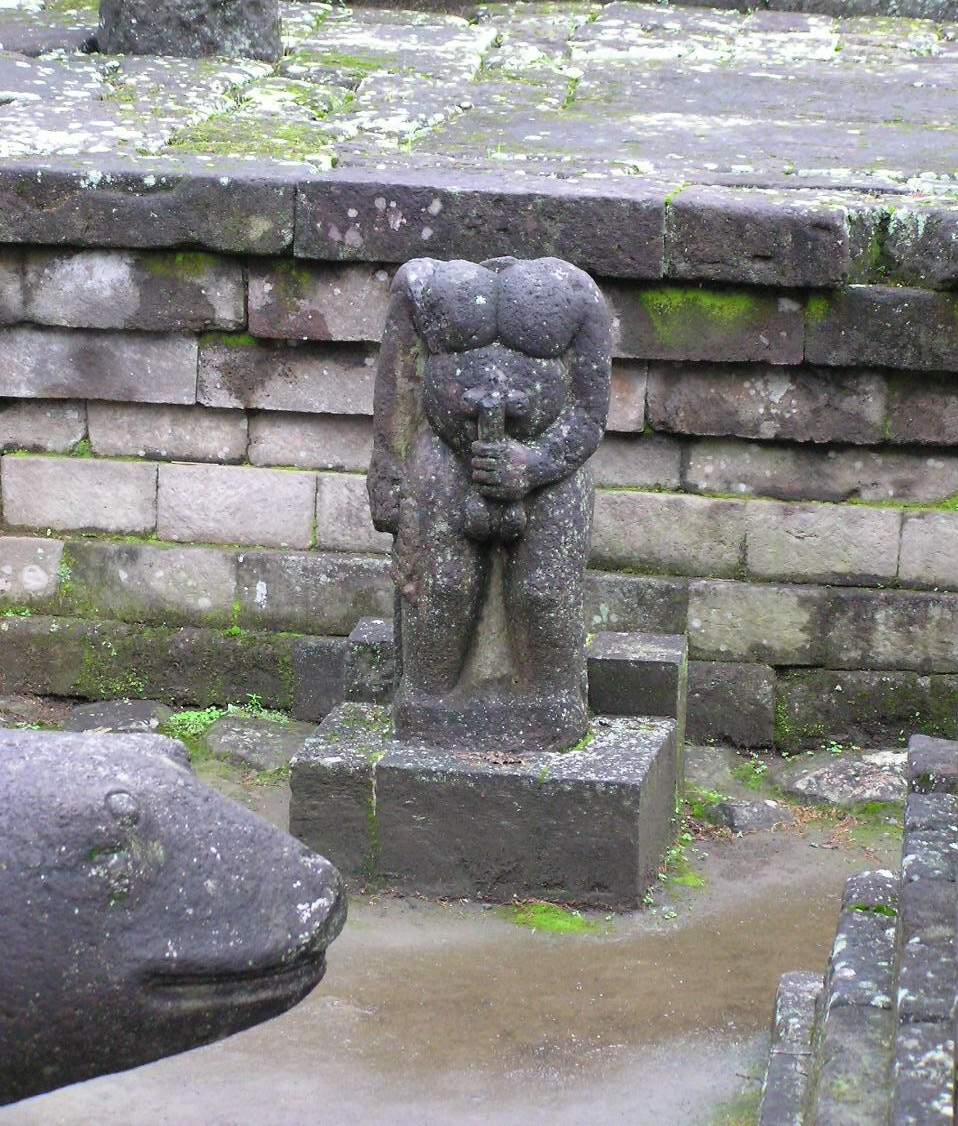
Beeld bij de 15e-eeuwse hindoetempel Candi Sukuh op Java
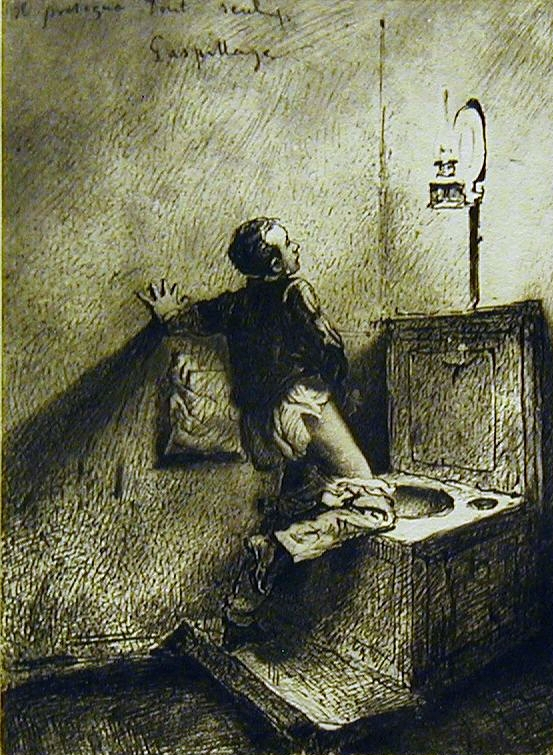
Masturbatie op het toilet, door Mihály Zichy (1911)
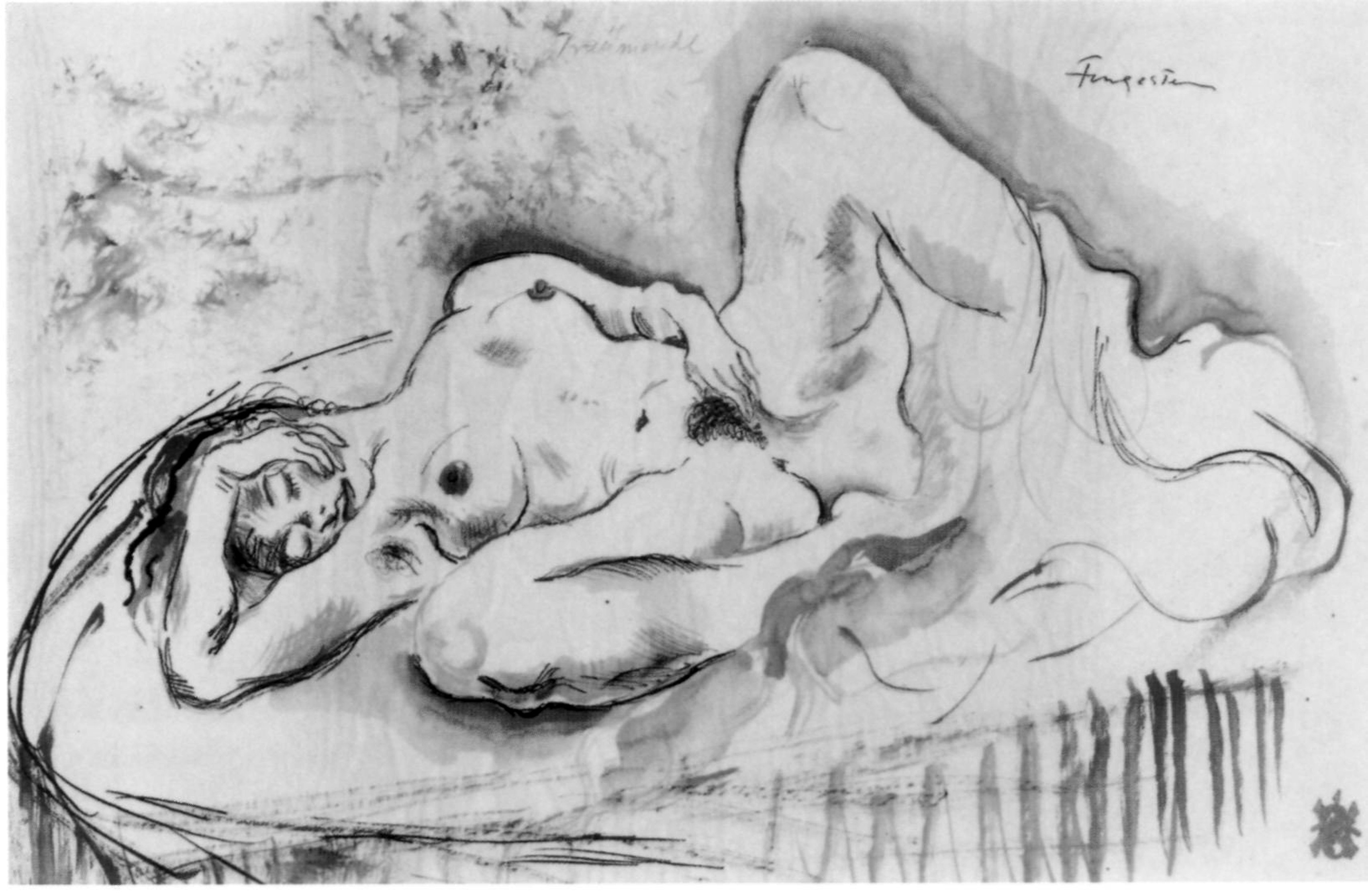
Masturberende vrouw, door Michel Fingesten
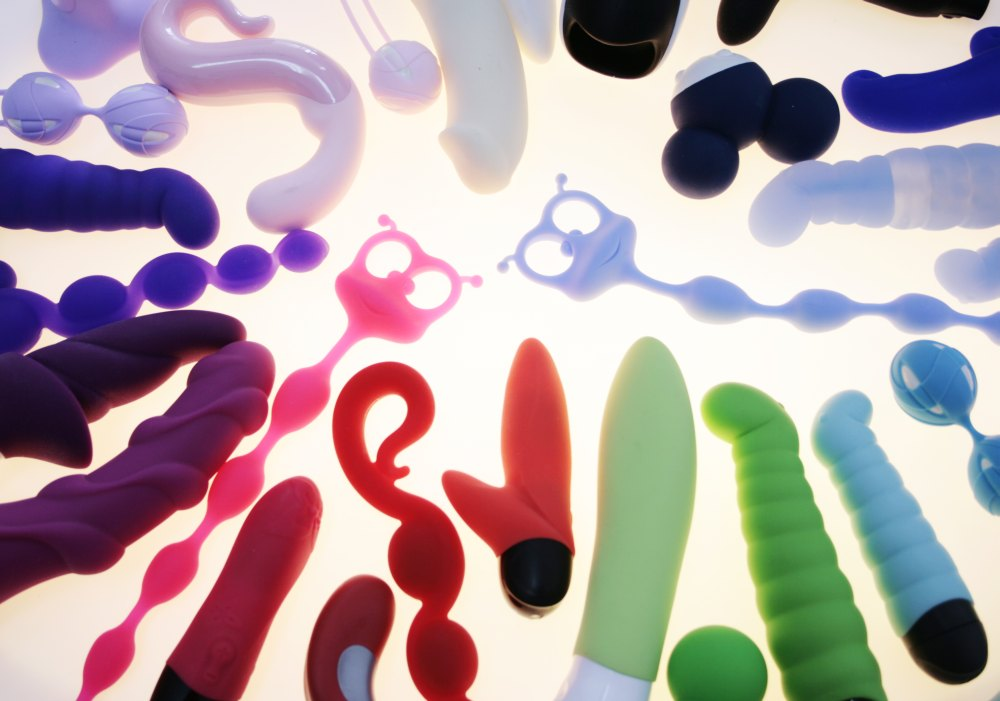
Seksspeeltjes die bij masturbatie gebruikt kunnen worden
Masturbatie